# 劳伦斯·摩腾
劳伦斯·爱德华·摩腾三世（英語：Lawrence Edward Moten III，1972年3月25日—），美国NBA联盟前职业篮球运动员。他在1995年的NBA选秀中第2轮第7顺位被温哥华灰熊选中。